# شيرمان إدواردز (لاعب كرة قاعدة)
شيرمان إدواردز (بالإنجليزية: Sherman Edwards)‏ هو لاعب كرة قاعدة أمريكي، ولد في 25 يوليو 1909 في ماونت إيدا في الولايات المتحدة، وتوفي في 8 مارس 1992 في إل دورادو في الولايات المتحدة.

## وصلات خارجية
- شيرمان إدواردز على موقعبيزبول رفرنس.كوم (الدوري الرئيسي) (الإنجليزية)